# Корчовка (Пулинский район)
Корчовка (укр. Корчівка) — село на Украине, находится в Пулинском районе Житомирской области.
Код КОАТУУ — 1825483002. Население по переписи 2001 года составляет 319 человек. Почтовый индекс — 12000. Телефонный код — 4131. Занимает площадь 1,912 км².

## Адрес местного совета
12041, Житомирская область, Пулинский р-н, с. Мартыновка, ул. Карла Маркса, 3